# Battlefield 2142: Northern Strike
Le 8 mars 2007, Electronic Arts a mis en vente le kit d'extension Northern Strike pour Battlefield 2142.
Dans Northern Strike, la bataille continue en Allemagne en 2145, six ans après le début de la guerre. La CPA a placé des places fortes dans les aires urbaines abandonnées à la suite de la glaciation. L'UE lance une contre-offensive sur l'Europe pour expulser la CPA de leurs terres.
Le jeu original s'est vu ajouter trois nouvelles cartes, dix nouveaux éléments à débloquer (deux par classe de soldat plus deux éléments communs) et deux nouveaux véhicules.,
Enfin, deux nouveaux modes de jeu ont fait leur apparition.
Northern Strike est désormais gratuit et intégré au patch 1.51. De ce fait, seule l'Édition Deluxe de Battlefield 2142 incluant directement Northern Strike est maintenant commercialisée, au prix de l'ancienne édition dite "normale".

## Véhicules
Le pack inclut deux nouveaux véhicules : le VCI (Véhicule de Combat d'Infanterie) Type 32 Hachimoto pour la CPA, et le VCI A-3 Goliath, un véhicule très lourdement armé, pour l'UE.

### Type 32 Hachimoto
Le Hachimoto est un véhicule aéroglisseur très rapide. Sa fonction d'aéroglisse associée à sa vitesse, le rend difficilement contrôlable. Il contient la fonction de turbo qu'on trouve sur les véhicules légers lui donnant un surplus de vitesse. Il dispose aussi d'une armure très faible ; il est seulement invulnérable aux balles de fusils et de pistolets. Le pilote et les tireurs sont aussi complètement exposés aux tirs ennemis. Il contient, pour le pilote, un système de tir comparable à ceux des arpenteurs de combat T-39 Bogatyr de la CPA, et le tireur dispose d'un lance-grenades ainsi que de missiles télécommandés, comme ceux qu'on trouve sur les avions de combat. Le Hachimoto, s'il est uniquement disponible pour la CPA dès qu'un drapeau est pris, peut aussi être utilisé par les soldats de l'UE. Ce véhicule, équivalent en 2142 d'un aéroglisseur actuel, permet une infiltration rapide dans les lignes ennemies. Il est difficile pour l'adversaire d'arriver à détruire ce véhicule étant donné sa maniabilité et sa vitesse de pointe. Il est redoutable contre l'infanterie, mais résiste mal aux tirs de canons lourds s'il reste trop longtemps sur place.

### A-3 Goliath
Le Goliath est similaire en taille et en forme à un véhicule blindé de transport de troupes, mais il a aussi une armure très solide qui se régénère en permanence. La régénération du véhicule est permise grâce à sept cellules de régénération situées sur le toit, sur les flancs et sur l'arrière du Goliath. Les cellules sont bleues et brillent lorsqu'elles effectuent des réparations. Détruire ces cellules ralentit la vitesse de régénération. Dans la vidéo de teasing, le Goliath résiste à une impulsion électromagnétique, à un tir orbital d'artillerie, des dizaines de missiles tirés par l'infanterie, et même une collision avec un véhicule léger de transport. Le Goliath fonctionne comme un transporteur de troupes de l'UE, sans les nacelles d'assaut ; les deux véhicules ont une mitrailleuse pour chaque passager. Les armes du pilote sont composées d'un canon de groupe très puissant et un lance-mines anti-véhicule qui explosent lorsqu'un véhicule passe trop près ou entre en contact avec. Les armes des passagers arrière sont de simples mitrailleuses, les passagers avant disposent eux d'un lanceur de projectiles explosifs, ayant un effet sur les véhicules. Le Goliath est uniquement disponible en mode Lignes d'assaut. Contrairement au Hachimoto qui peut être utilisé par les deux équipes, le Goliath ne peut être utilisé que par l'UE (si un soldat de la CPA essayait de s'en emparer, il ne pourrait pas rentrer dedans et en prendre le contrôle).

## Récompenses et éléments à débloquer
Northern Strike contient onze nouvelles récompenses, 4 rubans, 2 insignes reparties sur trois niveaux d'attribution (bronze, argent et or) et enfin une broche de prise de la base de la CPA en mode ligne d'assaut. Chaque récompense gagnée dans Northern Strike permet de débloquer un élément (sauf la broche). Si ces récompenses permettent l'accès aux éléments spécifiques à Northern Strike, ils peuvent aussi servir à débloquer des éléments du jeu de base. Les éléments de Northern Strike peuvent aussi être utilisés dans les parties du jeu de base notamment grâce aux dotations de combats si le dernier élément a été débloqué, enfin, ils peuvent aussi être récupérés temporairement sur le cadavre d'un soldat ennemi.

## Mode Lignes d'assaut
Le mode Lignes d'assaut est similaire au mode Conquête, hormis quelques différences majeures. Certaines cartes du jeu montraient la CPA attaquant avec une seule base imprenable au départ et l'UE défendant avec toutes les autres bases, et le mode Lignes d'assaut inverse les rôles. Dans ce mode, tous les transports de troupes blindés et le Goliath sont considérés comme des points de résurrection (s'ils ne sont pas pleins), comme dans le mode Titan. Enfin, la base principale de la CPA ne peut pas être capturée comme une base normale. Il faut d'abord à l'UE capturer tous les autres points de contrôle de la carte avant de pouvoir capturer la base principale de la CPA. Si cette dernière est capturée, tous ceux qui étaient dans la zone de la base en vie recevront la broche de prise de la base de la CPA en mode Lignes d'assaut.

## Mode Titan en zone urbaine
Toujours basé sur le principe des cartes Titan, les combats n'ont plus lieu dans de grandes plaines désertiques, mais en pleine ville, ce qui permet de développer de nouvelles techniques de combat, le combat urbain en particulier.

## Cartes
Northern Strike offre trois nouvelles cartes, Bridge at Remagen, Liberation of Leipzig, et Port Bavaria. Ces cartes sont les seules à disposer du mode Lignes d'assaut, à disposer des nouveaux véhicules, et proposent beaucoup d'arpenteurs de combat et dix tanks. Ils comprennent aussi des structures lance-nacelles à l'horizontale, similaires à ce qu'on peut trouver dans les Titans (mais avec une portée réduite).